# Ivica Vastić
Ivica Vastić (Spalato, 29 settembre 1968) è un allenatore di calcio ed ex calciatore croato naturalizzato austriaco, di ruolo attaccante.

## Biografia
È il padre di Toni e Tin, anch'essi calciatori.

## Carriera

### Giocatore

#### Club
Nasce a Spalato ed inizia a giocare nelle squadre locali Jugovinil (oggi GOŠK Adriachem) e RNK Spalato prima di andare in Austria dove inizia a giocare nel First Vienna FC nel 1991. Gioca in seguito nel SKN Sankt Pölten e nell'Admira Wacker, sempre in Austria, e, dopo una breve parentesi in Germania nelle file dell'MSV Duisburg, dove gioca solo 10 gare senza realizzare alcun gol, torna nella Bundesliga austriaca nello Sturm Graz.
Gioca nella squadra di Graz per otto anni, dal 1994 al 2002, durante i quali aiuta il club a vincere la Bundesliga austriaca due volte consecutivamente nel 1998 e nel 1999, la Coppa d'Austria nel 1996, 1997 e 1999. Nel 1998 debutta in Champions League disputando con la squadra austriaca la fase a gironi. Durante le stagioni con la maglia dei Blackies vince tre titoli come calciatore austriaco dell'anno e due titoli di capocannoniere della Bundesliga.
Lascia lo Sturm nel 2002 quando si trasferisce nel Nagoya Grampus Eight, squadra della J League giapponese. Nel gennaio del 2003 torna in Austria per vestire la divisa dell'Austria Vienna, prima di passare nel suo ultimo club, il LASK Linz, nell'estate del 2005. Nelle prime due stagioni a Linz gioca nella Erste Liga, serie B austriaca, diventandone capocannoniere in entrambi i campionati con 42 reti in 62 partite e vincendo l'ennesimo premio come Calciatore austriaco dell'anno. Dopo aver contribuito con i suoi gol alla promozione nella Bundesliga 2007-2008, conquista il sesto posto in classifica realizzando 13 reti in 32 apparizioni. Nella stagione 2008-2009 colleziona 29 presenze e 4 reti.
Il 30 giugno 2009 si è ritirato dal calcio giocato.

#### Nazionale
Ottiene la nazionalità austriaca nel 1996 e conseguentemente inizia a giocare per la Nazionale austriaca. La sua prima partita in una grande competizione è nella fase finale dei Mondiali del 1998 in Francia e fino al 2005 raccoglie 46 presenze e 12 reti nella nazionale alpina. Il 24 aprile 2008, quasi tre anni dopo l'ultima presenza in nazionale, viene sorprendentemente inserito nella squadra preliminare austriaca per gli Europei in Svizzera e Austria. Torna quindi sulla scena internazionale, realizzando la sua 47ª presenza in nazionale, il 27 maggio nella gara amichevole contro la Nigeria e nella successiva gara amichevole contro Malta sigla la quarta rete della vittoria 5-1. Viene quindi ufficialmente inserito nella rosa che partecipa agli Europei, dove è il giocatore più vecchio.
Debutta nella competizione europea, subentrando nel secondo tempo della prima gara della fase a gironi, nella sconfitta contro la Croazia (0-1). Nella seconda partita del girone segna il gol del pareggio su rigore contro la Polonia nei minuti di recupero (1-1), dopo essere subentrato nel corso della ripresa, stabilendo il record di più anziano marcatore agli Europei: per questo motivo ha vinto una fornitura di birra a vita messa in palio dalla casa produttrice Ottakringer.

## Statistiche

### Cronologia presenze e reti in nazionale
| Cronologia completa delle presenze e delle reti in nazionale ― Austria | Cronologia completa delle presenze e delle reti in nazionale ― Austria | Cronologia completa delle presenze e delle reti in nazionale ― Austria | Cronologia completa delle presenze e delle reti in nazionale ― Austria | Cronologia completa delle presenze e delle reti in nazionale ― Austria | Cronologia completa delle presenze e delle reti in nazionale ― Austria | Cronologia completa delle presenze e delle reti in nazionale ― Austria | Cronologia completa delle presenze e delle reti in nazionale ― Austria |
| Data                                                                   | Città                                                                  | In casa                                                                | Risultato                                                              | Ospiti                                                                 | Competizione                                                           | Reti                                                                   | Note                                                                   |
| ---------------------------------------------------------------------- | ---------------------------------------------------------------------- | ---------------------------------------------------------------------- | ---------------------------------------------------------------------- | ---------------------------------------------------------------------- | ---------------------------------------------------------------------- | ---------------------------------------------------------------------- | ---------------------------------------------------------------------- |
| 27-3-1996                                                              | Vienna                                                                 | Austria                                                                | 1 – 0                                                                  | Svizzera                                                               | Amichevole                                                             | -                                                                      |                                                                        |
| 24-4-1996                                                              | Budapest                                                               | Ungheria                                                               | 0 – 2                                                                  | Austria                                                                | Amichevole                                                             | -                                                                      | 46’                                                                    |
| 29-5-1996                                                              | Salisburgo                                                             | Austria                                                                | 1 – 0                                                                  | Rep. Ceca                                                              | Amichevole                                                             | -                                                                      | 46’                                                                    |
| 2-4-1997                                                               | Glasgow                                                                | Scozia                                                                 | 2 – 0                                                                  | Austria                                                                | Qual. Mondiali 1998                                                    | -                                                                      | 67’                                                                    |
| 30-4-1997                                                              | Vienna                                                                 | Austria                                                                | 2 – 0                                                                  | Estonia                                                                | Qual. Mondiali 1998                                                    | 1                                                                      | 52’                                                                    |
| 8-6-1997                                                               | Riga                                                                   | Lettonia                                                               | 1 – 3                                                                  | Austria                                                                | Qual. Mondiali 1998                                                    | -                                                                      | 47’                                                                    |
| 20-8-1997                                                              | Tallinn                                                                | Estonia                                                                | 0 – 3                                                                  | Austria                                                                | Qual. Mondiali 1998                                                    | -                                                                      |                                                                        |
| 6-9-1997                                                               | Vienna                                                                 | Austria                                                                | 1 – 0                                                                  | Svezia                                                                 | Qual. Mondiali 1998                                                    | -                                                                      | 66’                                                                    |
| 10-9-1997                                                              | Minsk                                                                  | Bielorussia                                                            | 0 – 1                                                                  | Austria                                                                | Qual. Mondiali 1998                                                    | -                                                                      | 6’ 46’                                                                 |
| 25-3-1998                                                              | Vienna                                                                 | Austria                                                                | 2 – 3                                                                  | Ungheria                                                               | Amichevole                                                             | 1                                                                      |                                                                        |
| 22-4-1998                                                              | Vienna                                                                 | Austria                                                                | 0 – 3                                                                  | Stati Uniti                                                            | Amichevole                                                             | -                                                                      | 34’                                                                    |
| 27-5-1998                                                              | Vienna                                                                 | Austria                                                                | 2 – 1                                                                  | Tunisia                                                                | Amichevole                                                             | -                                                                      |                                                                        |
| 2-6-1998                                                               | Salisburgo                                                             | Austria                                                                | 6 – 0                                                                  | Liechtenstein                                                          | Amichevole                                                             | -                                                                      | 46’                                                                    |
| 11-6-1998                                                              | Tolosa                                                                 | Austria                                                                | 1 – 1                                                                  | Camerun                                                                | Mondiali 1998 - 1º turno                                               | -                                                                      | 82’                                                                    |
| 17-6-1998                                                              | Saint-Étienne                                                          | Austria                                                                | 1 – 1                                                                  | Cile                                                                   | Mondiali 1998 - 1º turno                                               | 1                                                                      | 73’                                                                    |
| 23-6-1998                                                              | Parigi                                                                 | Italia                                                                 | 2 – 1                                                                  | Austria                                                                | Mondiali 1998 - 1º turno                                               | -                                                                      | 35’                                                                    |
| 19-8-1998                                                              | Vienna                                                                 | Austria                                                                | 2 – 2                                                                  | Francia                                                                | Amichevole                                                             | 1                                                                      |                                                                        |
| 5-9-1998                                                               | Vienna                                                                 | Austria                                                                | 1 – 1                                                                  | Israele                                                                | Qual. Euro 2000                                                        | -                                                                      | 49’                                                                    |
| 10-10-1998                                                             | Larnaca                                                                | Cipro                                                                  | 0 – 3                                                                  | Austria                                                                | Qual. Euro 2000                                                        | -                                                                      | 84’                                                                    |
| 14-10-1998                                                             | Serravalle                                                             | San Marino                                                             | 1 – 4                                                                  | Austria                                                                | Qual. Euro 2000                                                        | 1                                                                      | 65’ 70’                                                                |
| 28-4-1999                                                              | Graz                                                                   | Austria                                                                | 7 – 0                                                                  | San Marino                                                             | Qual. Euro 2000                                                        | 3                                                                      |                                                                        |
| 6-6-1999                                                               | Tel Aviv                                                               | Israele                                                                | 5 – 0                                                                  | Austria                                                                | Qual. Euro 2000                                                        | -                                                                      | 42’ 56’                                                                |
| 18-8-1999                                                              | Malmö                                                                  | Svezia                                                                 | 0 – 0                                                                  | Austria                                                                | Amichevole                                                             | -                                                                      | cap.                                                                   |
| 4-9-1999                                                               | Vienna                                                                 | Austria                                                                | 1 – 3                                                                  | Spagna                                                                 | Qual. Euro 2000                                                        | -                                                                      | Cap.                                                                   |
| 10-10-1999                                                             | Vienna                                                                 | Austria                                                                | 3 – 1                                                                  | Cipro                                                                  | Qual. Euro 2000                                                        | 1                                                                      | Cap. 27’                                                               |
| 23-2-2000                                                              | Calamata                                                               | Grecia                                                                 | 4 – 1                                                                  | Austria                                                                | Amichevole                                                             | 1                                                                      | 46’                                                                    |
| 29-3-2000                                                              | Vienna                                                                 | Austria                                                                | 1 – 1                                                                  | Svezia                                                                 | Amichevole                                                             | -                                                                      | 46’                                                                    |
| 26-4-2000                                                              | Vienna                                                                 | Austria                                                                | 1 – 2                                                                  | Croazia                                                                | Amichevole                                                             | 1                                                                      |                                                                        |
| 28-2-2001                                                              | Fiume                                                                  | Croazia                                                                | 1 – 0                                                                  | Austria                                                                | Amichevole                                                             | -                                                                      | 46’                                                                    |
| 24-3-2001                                                              | Sarajevo                                                               | Bosnia ed Erzegovina                                                   | 1 – 1                                                                  | Austria                                                                | Qual. Mondiali 2002                                                    | -                                                                      |                                                                        |
| 28-3-2001                                                              | Vienna                                                                 | Austria                                                                | 2 – 1                                                                  | Israele                                                                | Qual. Mondiali 2002                                                    | -                                                                      | 59’                                                                    |
| 25-4-2001                                                              | Innsbruck                                                              | Austria                                                                | 2 – 0                                                                  | Liechtenstein                                                          | Qual. Mondiali 2002                                                    | -                                                                      | 61’                                                                    |
| 15-8-2001                                                              | Vienna                                                                 | Austria                                                                | 1 – 2                                                                  | Svizzera                                                               | Amichevole                                                             | -                                                                      | 46’                                                                    |
| 1-9-2001                                                               | Barcellona                                                             | Spagna                                                                 | 4 – 0                                                                  | Austria                                                                | Qual. Mondiali 2002                                                    | -                                                                      | 66’                                                                    |
| 5-9-2001                                                               | Vienna                                                                 | Austria                                                                | 2 – 0                                                                  | Bosnia ed Erzegovina                                                   | Qual. Mondiali 2002                                                    | -                                                                      | 55’                                                                    |
| 27-10-2001                                                             | Gerusalemme                                                            | Israele                                                                | 1 – 1                                                                  | Austria                                                                | Qual. Mondiali 2002                                                    | -                                                                      | 56’                                                                    |
| 14-11-2001                                                             | Istanbul                                                               | Turchia                                                                | 5 – 0                                                                  | Austria                                                                | Qual. Mondiali 2002                                                    | -                                                                      | 75’                                                                    |
| 27-3-2002                                                              | Vienna                                                                 | Austria                                                                | 2 – 0                                                                  | Slovenia                                                               | Amichevole                                                             | -                                                                      | 83’                                                                    |
| 17-4-2002                                                              | Vienna                                                                 | Austria                                                                | 0 – 0                                                                  | Camerun                                                                | Amichevole                                                             | -                                                                      | 63’                                                                    |
| 7-9-2002                                                               | Vienna                                                                 | Austria                                                                | 2 – 0                                                                  | Moldavia                                                               | Qual. Euro 2004                                                        | -                                                                      | 81’                                                                    |
| 9-10-2004                                                              | Vienna                                                                 | Austria                                                                | 1 – 3                                                                  | Polonia                                                                | Qual. Mondiali 2006                                                    | -                                                                      | 80’                                                                    |
| 13-10-2004                                                             | Belfast                                                                | Irlanda del Nord                                                       | 3 – 3                                                                  | Austria                                                                | Qual. Mondiali 2006                                                    | -                                                                      | 62’                                                                    |
| 8-2-2005                                                               | Limassol                                                               | Cipro                                                                  | 1 – 1 dts (5 – 4 dtr)                                                  | Austria                                                                | Amichevole                                                             | -                                                                      | Ammonizione                                                            |
| 26-3-2005                                                              | Wrexham                                                                | Galles                                                                 | 0 – 2                                                                  | Austria                                                                | Qual. Mondiali 2006                                                    | 1                                                                      | 78’                                                                    |
| 30-3-2005                                                              | Salisburgo                                                             | Austria                                                                | 1 – 0                                                                  | Galles                                                                 | Qual. Mondiali 2006                                                    | -                                                                      | 55’ 88’                                                                |
| 17-8-2005                                                              | Graz                                                                   | Austria                                                                | 2 – 2                                                                  | Scozia                                                                 | Amichevole                                                             | -                                                                      | 66’                                                                    |
| 27-5-2008                                                              | Graz                                                                   | Austria                                                                | 1 – 1                                                                  | Nigeria                                                                | Amichevole                                                             | -                                                                      | 70’                                                                    |
| 30-5-2008                                                              | Graz                                                                   | Austria                                                                | 5 – 1                                                                  | Malta                                                                  | Amichevole                                                             | 1                                                                      | 58’                                                                    |
| 8-6-2008                                                               | Vienna                                                                 | Austria                                                                | 0 – 1                                                                  | Croazia                                                                | Euro 2008 - 1º turno                                                   | -                                                                      | 61’                                                                    |
| 12-6-2008                                                              | Vienna                                                                 | Austria                                                                | 1 – 1                                                                  | Polonia                                                                | Euro 2008 - 1º turno                                                   | 1                                                                      | 64’                                                                    |
| Totale                                                                 |                                                                        | Presenze                                                               | 50                                                                     |                                                                        | Reti                                                                   | 14                                                                     |                                                                        |

## Palmarès

### Giocatore

#### Club
- Campionato austriaco: 2

Sturm Graz: 1997-1998, 1998-1999
- Coppa d'Austria: 4

Sturm Graz: 1995-1996, 1996-1997, 1998-1999
Austria Vienna: 2004-2005
- Supercoppa d'Austria: 3

Sturm Graz: 1996, 1998, 1999

#### Individuale
- Calciatore austriaco dell'anno: 4

1995, 1998, 1999, 2007
- Capocannoniere della Bundesliga: 2

1995-1996, 1999-2000

### Allenatore
- Erste Liga: 1

Mattersburg: 2014-2015